# Zoïa Zadounaïskaïa
Zoïa Moïsseïevna Zadounaïskaïa (en russe : Зоя Моисеевна Задунайская), née le 20 novembre 1903 à Ekaterinodar et morte le 11 juin 1983 à Léningrad, est une écrivaine soviétique de littérature pour la jeunesse et traductrice.

## Biographie
Elle entre en 1924 à l'institut d'histoire de l'art (à l'époque institut Zoubovski) de Léningrad dont elle sort diplômée en 1930 de littérature et de traduction. Elle y rencontre Tamara Gabbe qui va devenir une amie à vie. Elle écrit pendant ses années d'études le petit livre Cuisinier pour toute la ville («Повар на весь город»), en collaboration avec Tamara Gabbe.
Elle est engagée en 1930 comme rédactrice à la maison d'édition d'État Detgiz de Léningrad, dirigée par Samouil Marchak avec Tamara Gabbe, Alexandra Lioubarskaïa, Natalia Hesse et Lydia Tchoukovskaïa. Dès lors, elle se consacre à la littérature enfantine. Elle traduit en 1930 The Story of a Bad Boy de Thomas Bailey Aldrich pour Tamara Gabbe ce qui devient la base de son livre Les Souvenirs d'un écolier américain.
En pleines Grandes purges staliniennes, la maison d'édition est fermée par les autorités, Tamara Gabbe et Alexandra Lioubarskaïa sont emprisonnées avec d'autres. Zoïa Zadounaïskaïa est renvoyée; mais c'est à cette époque aussi qu'elle termine un livre qui va avoir beaucoup de succès, une adaptation libre du livre de Selma Lagerlöf, Le Merveilleux Voyage de Nils Holgersson à travers la Suède dont l'adaptation devient en russe Le Voyage merveilleux de Nils avec des oies sauvages (publié en 1940).
Les années suivantes, elle s'intéresse au folklore russe. Elle travaille seule ou en collaboration avec Tamara Gabbe, par exemple dans l'adaptation des Contes des peuples de la Baltique; elle s'intéresse aussi aux contes chinois, moldaves et italiens, et d'autres.
Andreï Sakharov et on épouse Elena Bonner venaient souvent lui rendre visite dans son appartement communautaire de la rue Pouchkine (au n° 18), lorsqu'ils se rendaient à Léningrad, ce qui est mentionné dans leurs Mémoires
Elle meurt le 11 mai 1983 à Léningrad.

## Famille
Elle épouse Vassili Ignatievitch Valov (1902-1941), également auteur de littérature enfantine, dont elle a une fille, Tatiana.